# Saint-Gervasy
Saint-Gervasy település Franciaországban, Gard megyében. Lakosainak száma 1990 fő (2022. január 1.). Saint-Gervasy Bezouce, Cabrières és Marguerittes községekkel határos.

## Népesség
A település népessége az elmúlt években az alábbi módon változott:
| Lakosok száma | 495  | 791  | 1242 | 1586 | 1765 | 1853 | 1899 | 1999 | 1997 | 1990 |
|               | 1968 | 1982 | 1990 | 2006 | 2013 | 2015 | 2017 | 2019 | 2020 | 2022 |